# UBS Arena
El UBS Arena es una arena multiusos ubicada en el Belmont Park de Elmont, Estados Unidos. Se caracteriza por ser la única en el Área metropolitana de Nueva York que fue construida con propósito de albergar partidos de hockey sobre hielo, siendo la casa del equipo de la NHL, New York Islanders. Posee capacidad para 18.500 personas para conciertos y 17.255 para encuentros de hockey. Dada su ubicación los aficionados le han apodado como The Stable (El Establo en español), puesto que el Belmont Park es conocido por sus carreras de caballos.

## Historia
En 2004 los Islanders utilizaban el Nassau Coliseum, el segundo estadio más viejo y de menor capacidad de toda la liga, por ello, luego de buscar formas de remodelar el inmueble y no poder conseguirlo, deciden trasladarse al Barclays Center. Esta nueva casa también acarrearía problemas, puesto que, como es un recinto orientado al basquetbol, tanto la calidad del hielo como la visión de los espectadores era un problema recurrente entre los aficionados y deportistas.
En diciembre de 2017, New York Arena Partners, una empresa conjunta entre los New York Islanders, Oak View Group y Sterling Equities, ganó la licitación de construcción de una nueva arena en el Belmont Park. La construcción comenzó el 23 de septiembre de 2019, aun así tuvo que ser detenida debido a la Pandemia de Covid-19 entre marzo y mayo de 2020.
En julio de 2020 UBS anunció el acuerdo por los derechos de denominación de la arena, otorgándole el nombre de UBS Arena.
La arena fue finalmente inaugurada el 19 de noviembre de 2021 por un evento privado de recaudación de fondos que contó con la participación de la banda Chicago. El día siguiente recibió su primer encuentro de los Islanders.

## Eventos

### Deportes
Como casa de los New York Islanders, frecuentemente se disputan encuentro en el recinto, aunque otros deportes como el basquetbol universitario también se realizan. Por otro lado las empresas de lucha libre, WWE y AEW, han llevado a cabo eventos en la arena. 

### Música
El recinto ha albergado diversos conciertos, siendo el primero el 28 de noviembre de 2021, por el cantante británico Harry Styles. Artistas como Andrea Bocelli, Luis Miguel, Tomorrow X Together y Suga también han pisado el escenario. En septiembre de 2024 será la sede de los premios MTV Video Music Awards.
| Lista de conciertos celebrados en el UBS Arena | Lista de conciertos celebrados en el UBS Arena | Lista de conciertos celebrados en el UBS Arena | Lista de conciertos celebrados en el UBS Arena | Lista de conciertos celebrados en el UBS Arena |
| Año                                            | Fecha                                          | Artista                                        | Tour                                           | Asistencia                                     |
| ---------------------------------------------- | ---------------------------------------------- | ---------------------------------------------- | ---------------------------------------------- | ---------------------------------------------- |
| 2021                                           | 28 de noviembre                                | Harry Styles                                   | Love on Tour                                   | 16,777                                         |
| 2022                                           | 14 de febrero                                  | Imagine Dragons                                | Mercury World Tour                             | 11,773                                         |
| 2022                                           | 15 de febrero                                  | Billie Eilish                                  | Happier Than Ever, The World Tour              | 11,084                                         |
| 2022                                           | 21 de febrero                                  | Dua Lipa                                       | Future Nostalgia Tour                          | 13,736                                         |
| 2022                                           | 26-27 de febrero                               | Twice                                          | Twice 4th World Tour III                       | 26,768                                         |
| 2022                                           | 25 de marzo                                    | Marc Anthony                                   | Pa'llá Voy Tour                                | ―                                              |
| 2022                                           | 23 de abril                                    | Eagles                                         | Hotel California 2022 Tour                     | ―                                              |
| 2022                                           | 7 de mayo                                      | John Mayer                                     | Sob Rock Tour                                  | ―                                              |
| 2022                                           | 7 de agosto                                    | Kendrick Lamar                                 | The Big Steppers Tour                          | 12,875                                         |
| 2022                                           | 13 de agosto                                   | Roger Waters                                   | This Is Not a Drill                            | 10,056                                         |
| 2022                                           | 24 de agosto                                   | Twenty One Pilots                              | The Icy Tour                                   | ―                                              |
| 2022                                           | 1 de septiembre                                | Seventeen                                      | Be The Sun World Tour                          | 9,028                                          |
| 2022                                           | 9 de octubre                                   | Post Malone                                    | Twelve Carat Tour                              | 12,713                                         |
| 2022                                           | 19 de octubre                                  | Iron Maiden                                    | Legacy of the Beast World Tour                 | ―                                              |
| 2022                                           | 13 de diciembre                                | Andrea Bocelli                                 | ―                                              | ―                                              |
| 2023                                           | 9 y 11 de abril                                | Bruce Springsteen y E Street Band              | Springsteen and E Street Band 2023 Tour        | ―                                              |
| 2023                                           | 21 de abril                                    | Maná                                           | México lindo y querido Tour                    | ―                                              |
| 2023                                           | 26-27 de abril                                 | Suga                                           | Suga Agust D Tour                              | ―                                              |
| 2023                                           | 9-10 de mayo                                   | Tomorrow X Together                            | Act: Sweet Mirage                              | 22,506                                         |
| 2023                                           | 16 de mayo                                     | Mamamoo                                        | My Con World Tour                              | ―                                              |
| 2023                                           | 20 de mayo                                     | Blink-182                                      | World Tour 2023                                | ―                                              |
| 2023                                           | 20 de septiembre                               | Eagles                                         | The Long Goodbye                               | ―                                              |
| 2023                                           | 5 de octubre                                   | Maluma                                         | Don Juan World Tour                            | ―                                              |
| 2023                                           | 22 de octubre                                  | Luis Miguel                                    | Luis Miguel Tour 2023                          | ―                                              |
| 2024                                           | 3 de mayo                                      | Enhypen                                        | Fate Plus World Tour                           | —                                              |
| 2024                                           | 21 de septiembre                               | NCT Dream                                      | The Dream Show 3: Dream()scape                 | —                                              |
| 2024                                           | 11 de octubre                                  | Nicki Minaj                                    | Pink Friday 2 World Tour                       | —                                              |
| 2024                                           | 25 y 27 de octubre                             | Seventeen                                      | Right Here World Tour                          |                                                |